# 140. østlige længdekreds
Den 140. østlige længdekreds (eller 140 grader østlig længde) er en længdekreds, der ligger 140 grader øst for nulmeridianen. Den løber gennem Ishavet, Asien, Stillehavet, Australasien, det Indiske Ocean, det Sydlige Ishav og Antarktis.